# Jeannette Kavira Mapera
Jeannette Kavira Mapera née le 8 avril 1963[Où ?] est la ministre de la Culture et des Arts de la république démocratique du Congo dans le gouvernement Muzito III.